# 坐浴
坐浴（英語：Sitz bath）是建議患者將臀部浸泡在水中的的一種護理方式，用於緩解身體下部的不適和疼痛，例如由於痔瘡、肛裂、直腸手術、會陰切開術、子宮痙攣、炎症性腸病，以及膀胱、前列腺或陰道感染。目的是保持傷口清潔避免感染，並有促進局部血液循環、減輕疼痛的效果。
雖然現代化的坐浴主要是用於治療目的，但它最初其實是歐洲的文化習俗。這個詞彙源自德語，是「坐」（sitzen）和「浴」（bad）的混合詞。

## 坐浴方法
坐浴的方法可以使用溫水、冷水，或者在冷、熱水之間交替使用，也可以在水中加入鹽、小蘇打或醋的添加物，使用這些添加物有助於減少感染的機率。
溫水坐浴用來減少痔瘡、生殖器的瘙癢、疼痛和不適情況，方法是以半臉盆溫水（約7.6到10.2厘米）加入一平匙鹽，每次坐浴可浸泡5-10分鐘，或直到水冷卻下來，每天6次以上；痔瘡患者每次解便後，需坐浴一次，直至傷口確診復原。 冷水坐浴據說有助於緩解便秘、炎症和陰道分泌物，以及在大便失禁或尿失禁的情況下，調節肌肉。
對於大多數目的，用溫水坐浴已經足夠，一些醫生則建議用鹽水，或者混合小苏打的溫水。坐浴的幾種變化方式，取決於水的溫度、時間的長度和浸泡的方法，用冷水浸泡過的毛巾也可以代替冷水坐浴。

## 風險
坐浴被認為風險非常低的療法，但在偶爾的情況下，一些人可能因為溫水坐浴導致的血管擴張，感到眩暈、心悸或呼吸困難。